# Stefan Majer

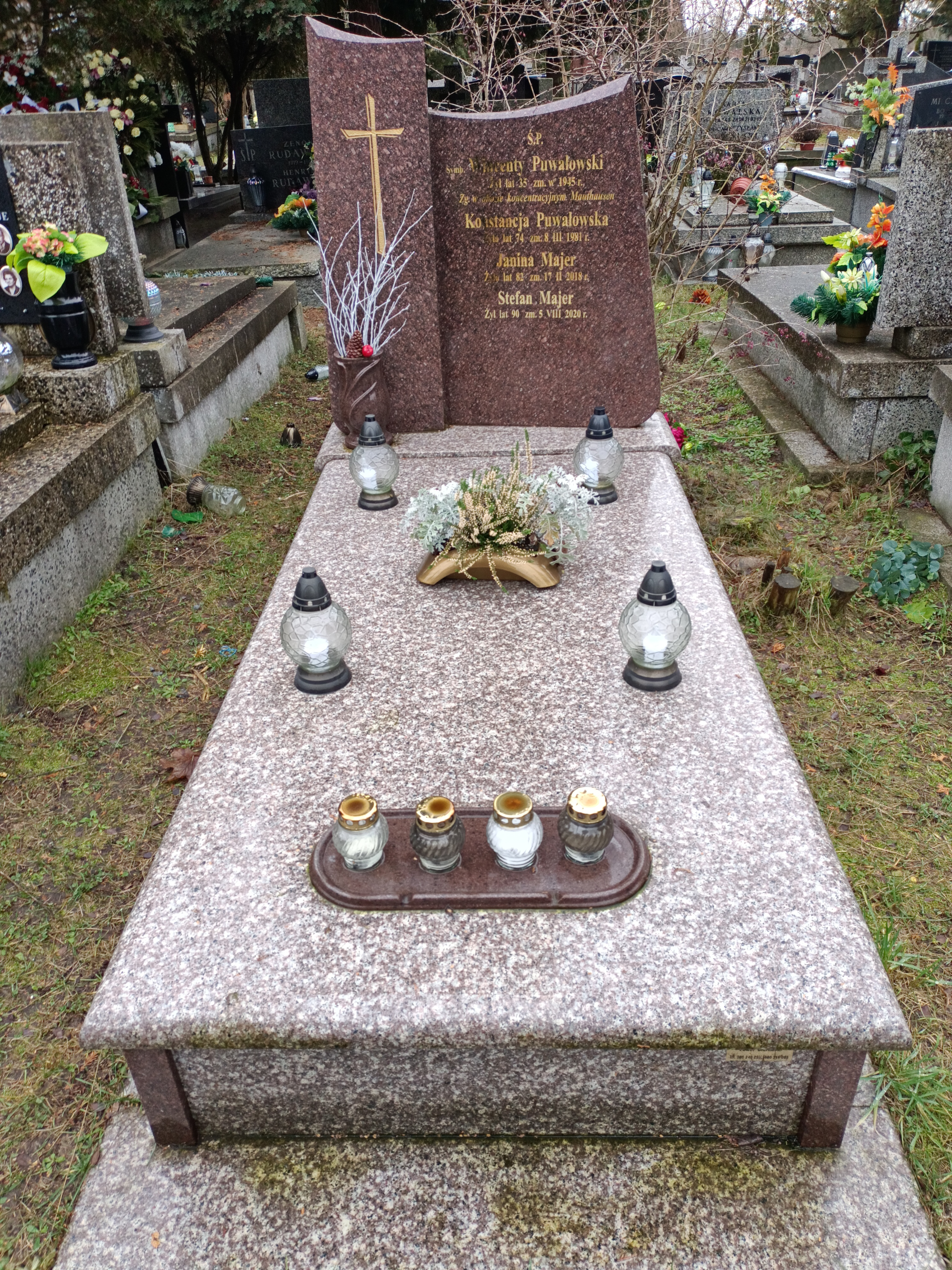
Grób Stefana Majera na cmentarzu Północnym w Warszawie

Stefan Majer (ur. 29 października 1929 w Warszawie, zm. 5 sierpnia 2020 w Garwolinie) – polski koszykarz, po zakończeniu kariery zawodniczej trener koszykarski Legii Warszawa, Lecha Poznań i koszykarskiej reprezentacji olimpijskiej mężczyzn.

## Osiągnięcia
Na podstawie, o ile nie zaznaczono inaczej.
Zawodnicze
- Mistrz Polski (1956, 1956/1957)
- Wicemistrz Polski (1953, 1955, 1958)
- Brązowy medalista mistrzostw Polski (1952)
- Finalista pucharu Polski (1952, 1957, 1959)
- Uczestnik rozgrywek Pucharu Europy Mistrzów Krajowych (1957/58 – ćwierćfinał)
- Wybrany do Galerii Sław Legii Warszawa (2012)[3]

Trenerskie
- Mistrzostwo Polski:
  - 1969
  - juniorów (1963)
- Wicemistrzostwo Polski:
  - 1968
  - juniorów (1952, 1962)
- Brąz mistrzostw Polski juniorów (1964, 1968)
- Puchar Polski (1968, 1970)
- Finalista pucharu Polski (1972, 1977)
- Uczestnik:
  - igrzysk olimpijskich (1980 – 7. miejsce)
  - rozgrywek Pucharu Zdobywców Pucharów (1968/69, 1970/71 – ćwierćfinały)

## Kariera trenerska
Karierę trenerską rozpoczął w sezonie 1967/1968. Został trenerem Legii Warszawa. W swoim pierwszym sezonie prowadzony przez niego zespół w 22 spotkaniach odniósł 17 zwycięstw i doznał 5 porażek zdobywając wicemistrzostwo Polski. W sezonie 1968/1969 odniósł 19 zwycięstw i doznał 3 porażek zdobywając mistrzostwo Polski. W sezonach 1969/70 i 1970/71 dwukrotnie zajął 7 miejsce w lidze. W sezonie 1969/1970 jego bilans wynosił 12 zwycięstw i 10 porażek, a w sezonie 1970/1971 15 zwycięstw i 21 porażek. Po pięciu latach przerwy został trenerem Lecha Poznań z którym zajął dwukrotnie 6 miejsce. W sezonie 1975/76 jego bilans wynosił 16 zwycięstw i 17 porażek, a w sezonie 1976/1977 30 zwycięstw i 19 porażek. W 1980 roku na igrzyskach olimpijskich w Moskwie zajął z Reprezentacją Polski w koszykówce 7. miejsce. W sezonie 1981/1982 prowadził Legię Warszawa zajmując 8 miejsce w lidze odnosząc 10 zwycięstw i doznając 16 porażek. Bilans jego klubowej kariery to 119 zwycięstw i 91 porażek w 210 spotkaniach.